# Овлучинські
Овлучинські (також  Овлочинські) гербу Сухекомнати — руський шляхетський рід.

## Представники
- Йосиф — суддя міський Мінська
- Максиміліян — депутат Головкого трибуналу ВКЛ 1651 року
- Матвій
- Юрій — земський володимирський суддя
- Павло Овлучинський — єпископ Української Греко-Католицької Церкви; з 1610 року єпископ Перемишльський.[1]

- ім'я невідоме — загинув разом із Лжедмітрієм 1606 року.